# Kakuru
Kakuru (лат.) — сомнительный род небольших динозавров из группы тетануров. Скорее всего, это было хищное, двуногое животное, длина тела которого достигала 1,5—2 м. Обитал около 110 млн лет назад в начале мелового периода в Австралии.

## Этимология названия
Его родовое название происходит от названия радужного змея из мифологии аборигенов Австралии и объясняется блеском различными цветами части голотипа — наблюдается опалесценция большой берцовой кости. Видовое название происходит от племени Гуян, проживающего вблизи города Андамука, где были найдены окаменелые останки.

## Описание
Единственный вид Kakuru kujani описан на основании голотипа SAM P17926 — большой берцовой кости. На окаменелости обратил внимание палеонтолог Невил Пледж на выставке в 1973 году. Происходят они из формации Maree в Южной Австралии. Вместе с ними была продана фаланга стопы (SAM P18010). В течение 30 лет окаменелости находились у частного коллекционера, а в 2004 году были приобретены Юго-Австралийским Музеем за 22 000 долларов. Большая берцовая кость состоит из двух кусков и имеет длину около 33 см.

## Систематика
Систематика этих находок неопределённая. Нижняя часть большой берцовой кости такого типа встречается у видов Calamospondylus foxii и Coelurus gracilis, однако общим видом напоминает кости Microvenator celer и Ornitholestes hermanni. Реконструкция ноги по некоторым признакам подобна также Ingenia yanshini. В Африке найдены кости голени, очень похожие на голотип Kakuru, однако они не были формально описаны. Грегори Пол (1988) и Ральф Мольнар (1990) обнаружили сходство пропорций большеберцовой кости Kakuru и авимимa, однако те же пропорции свойственны мелким целурозаврам. Стевен Салисбери с сотрудниками пришли к выводу, что Kakuru мог быть небольшим абелизавроидом; в более поздней публикации Федерико Агнолин с соавторами ограничились тем, что классифицировали его как представителя клады Averostra с неопределённой филогенетическим положением.
В 2010 году Пол Барретт и др. признали род Kakuru nomen dubium, утверждая, что голотип не имеет никаких признаков, либо комбинации признаков, позволяющих отличить его от других тетануровых тероподов.